# (12620) Simaqian
(12620) Simaqian – planetoida z pasa głównego asteroid okrążająca Słońce w ciągu 5 lat i 172 dni w średniej odległości 3,1 j.a. Została odkryta 24 września 1960 roku w Palomar przez Cornelisa van Houtena, Ingrid van Houten oraz Toma Gehrelsa. Nazwa planetoidy pochodzi od Sima Qiana (145 p.n.e. – 86 p.n.e.), nadwornego historyka i astrologa chińskiego cesarza Wudi. Przed nadaniem nazwy planetoida nosiła oznaczenie tymczasowe (12620) 6335 P-L.